# Горан Малић
Горан Малић (Београд, 23. јули 1947) српски је сликар, прозни писац, историчар и аутор фотографија.

## Биографија
Студирао социологију и историју уметности. Самосталан (тзв. слободан) уметник (од 1980), и Истакнути уметник (од 1996). Један је од покретача Националног центра за фотографију (1992), а председник Центра од 2001. Члан Удружења ликовних уметника примењених уметности и дизајнера Србије УЛУПУДС-а од 1979. Потпредседник (1996), па председник Уметничког савета УЛУПУДС-а (1997-1999).
Од Међународног савеза фотографске уметности (FIAP) добио звања AFIAP (Artist FIAP) и EFIAP (Excelance FIAP). Његов рад се грана на ликовно-уметнички, теоријски (историографски, критичарски, популаризаторски), лексикографско-енциклопедијски, и књижевни.
Фотографије потписује са иницијалима или са пуним именом, а слике - колаже, комбиноване технике, аквареле, акриликe, уља - са инцијалима или са надимком "Г.М. Трошарински".

## Уметнички рад

### Изложбе

#### Самосталне изложбе (избор)
Самостално излагао 25 пута, а овде се доноси избор најважнијих изложаба.
- Горан Малић : Из прве мапе (позоришни портрети 1975-1979). (Аутор изложбе и уредник каталога Мирјана Одавић). – Музеј позоришне уметности Србије, МПУС Београд, децембар 2014 - март 2015.
- Дигиталне графике, скенограми, фракталографије. – Галерија Блок, Нови Београд, новембар 2010.
- Горан Малић, Изабране фотографије 1973 – 2006. – Модерна галерија, Лазаревац, децембар 2008 – јануар 2009.
- Странац у себи, дигитализоване и дигиталне фотографије. – Галерија „Харт“, Београд, 2007.
- Београд, лични поглед, фотографије 1973-2005. по избору Томислава Петернека. – Галерија Артгет, Београд, 2005.
- , фотомонотипије, ласерограми. – Галерија Сингидунум, Београд, 2000.
- Избор радова 1980 – 1990. – Мала галерија Цанкарјевог дома, Љубљана, 1990.
- Фотооптичке реминисценције, избор радова 1975-1985. – Галерија „Кућа Боре Станковића“, Културни центар Врање, 1987.
- Избор радова. – Уметнички павиљон, галерија Центра за савремену умјетност. Фото-кино савез Црне Горе, Титоград, 1986.
- Горан Малић, фотографије 1974 – 1985. – Галерија Фото-савеза Југославије „Салон фотографије“, Београд, 1986.
- Људи и одсјаји. – Галерија Дома културе „Жика Илић Жути“, Лесковац, 1985.
- Откривање истина. – Галерија Фото-кино клуба, Крагујевац, 1982.
- Избор радова. – Галерија , Варшава, Пољска, 1979.
- Позоришне фотографије. – Галерија Театра Круг 101 Народног позоришта, Београд, 1976.

#### Заједничке изложбе (избор)
На заједничким изложбама учествовао преко 300 пута, а најважније су: 
- Мајска изложба УЛУПУДС-а (1980-1982, 1984–1991, и 2005-2009);
- Видим себе (ауторска изложба Љубице Јелисавац), Галерија Сингидунум, Београд, 2006.
- (Светлости, одсјаји, меморије), у оквиру бијенала Mois de la Photo à Paris, у галерији Југословенског културног центра у Паризу, Француска, 1996; (селектор изложбе Мирко Ловрић).
- , , Солун, Грчка, 1996;
- Фотографија код Срба, 1839-1989, у Музеју савремене уметности у Београду (као коаутор два сегмента изложбе и учесник са радовима), 1991;
- Октобарски салон. ”УП “Цвијета Зузорић”, Београд (1981, 1983–1985, 1987, 1988, и 1990);
- , Југословенски културни центар, Париз, у оквиру Mois de la Photo à Paris 1988 (изложба добила Grand Prix тог бијенала);
- , Ликовно раставишче „Рихард Јакопич“, Љубљана, 1985;

### Награде (избор)
Добитник 124 награде - за фотографије, графички дизајн, историографски рад и друштвену активност у институцијама културе:
- 2020. Награда за животно дело (за изузетан дугогодишњи допринос афирмацији и развоју фотографске уметности и постигнуте врхунске резултате у раду) - од Фото савеза Србије (ФСС), Београд.
- 2011. Награда за животно дело (за целокупно стваралаштво и допринос развоју примењених уметности и дизајна) - од Удружења ликовних уметника примењених уметности и дизајнера Србије (УЛУПУДС), Београд.
- 2006.  - похвала на Међународној изложби Минијатуре, Нови Београд.
- 2005. Прва награда. Међународна изложба фотографије, Ђурђевац, Хрватска.
- 1997. Награда „Павле Васић“, за теоријски допринос примењеној уметности у Србији.
- 1985. Бронзана плакета „Борис Кидрич“, Народне технике Југославије.
- 1985. Годишња награда УЛУПУДС-а. (исту награду добио 1987, 1991, 1997 и 2002).
- 1983. Друга награда (откупна), за графички дизајн-лого позоришта “Тоша Јовановић” у Зрењанину.
- 1978. Златна плакета града Београда, 24. Октобарски салон фотографије. (исту награду добио 1981. и 1984).
- 1974. Трећа награда, Изложба „Човек и музика“, Мокрањчеви дани, Неготин. (на истој изложби прву награду добио 1976. и 1982).

### Дела у збиркама
- Архитектурни музеј, Архитектонски музеј, Љубљана (збирка Групе Јуниј);
- , Холандски Фото Институт, Амстердам, Холандија;
- Национални центар за фотографију, Београд, и у неколиким приватним збиркама.
- Фото архив Фото савеза Србије

## Теоријски рад

### Кустоски пројекти 1981–2007 (избор)
- Нове слике Београда, 2000-2010. Братислава (Словачка), Бијенале Месец фотографије, новембар, 2010; Београд, Галерија „Артгет“, јануар 2011.
- Београд погледима десеторице фотографа. Београд, Ликовна галерија Културног центра Београда и Галерија „Артгет“,16. јули –19. август 2007.
- Педесете: Теме и мотиви српске фотографије. Београд, Галерија Артгет, 4 – 23. јуни 2004.
- Луминокинети Миодрага Ђорђевића : Ново читање. Београд, Галерија „Прогрес“, 28. децембар 1999 –28. јануар 2000.
- Миодраг Ђорђевић, фотографије. Galerie du Centre Culturel Yugoslave, Париз, Француска, октобар - новембар 1998.
- Трагови женске оптике, девета деценија. Београд, Галерија Културног центра, 8 – 21. јуни 1996.
- Секула Меденица, избор радова 1955–1985. Београд, Мала галерија „Сингидунум”, 19. мај – 4. јуни 1992.
- Фотографија код Срба : 1945–1989, Београд, Музеј савремене уметности, Јануар-март, 1991.
- Хумор-фото – хумор у фотографији, фотографија у карикатури, Београд, Салон фотографије, 1983.
- Милош Јовановић, ретроспективна изложба фотографија. Београд, Салон фотографије, 1981.

### Историографски, критичарски и енциклопедијски рад
Теоријске и критичке прилоге највише објављивао у Рефото-у (од 2001), Политици (Београд) (од 1997), Оку (Загреб) (1983-1990); и Фото кино ревији (1975-1985). Аутор више студијских текстова о фотографији 19. и 20. века. Сарадник Српског биографског лексикона Матице српске, Енциклопедије Црне Горе (пројект у раду), и Енциклопедије српског народа (2008).

### Рад на афирмацији уметности
Деловао и као ТВ сценариста, уредник и водитељ; остварио преко 350 ТВ емисија о ликовној и примењеној уметности: за ТВ Студио Б (2 емисије, 1991), и за Арт ТВ - канал културе четири серијала (“Тренутак за вечност”, “Фотограм”, “Ултрамарин” и “Камера луцида”) (1992-97). Уз то, деловао је и као члан жирија, рецензент фотографских издања и критичар фотографије.

### Књиге
1. Дуге сенке шест топола / приповетке. – Београд : Фотограм, 2010.  180599564
2. Нове слике Београда, 2000-2010 / аутор текста и избора радова Горан Малић. – Београд : Културни центар, 2010.
3. Летопис српске фотографије 1839-2008. – Београд : Фотограм, 2009;
4. Београд, погледима десеторице фотографа / аутор текста и избора радова Горан Малић. – Београд : Културни центар, 2007;
5. Војислав Маринковић : Венеција 1957 / аутор текста избор радова Горан Малић. – Београд : Културни центар, 2005;
6. Фотографија 19. века : сажета историја : појаве, аутори и дела. – Београд: Фотограм, 2004;
7. О мотиву и светлости : Разговори са Војиславом Маринковићем. – Београд : Фотограм, 2002;
8. Слике у сребру : предисторија и техничко-технолошка еволуција фотографије у 19. веку и првој половини 20. века. – Београд: Фотограм, 2001;
9. Милан Јовановић фотограф. – Београд : Српска академија наука и уметности, 1997.

## Књижевни рад
Објавио приповетке и кратке приче у часописима Младост, Политика Експрес, Савременик, Међај, Шумадијске метафоре, Драма, и др, и у
више издања издавачке куће „Алма“ из Београда. Уврштен у ТВ антологију српске кратке приче (прича емитована на РТС, II програм, 4. 7. 2002).

## Књиге о уметнику
- Горан Малић : Фотографије 1974–1985 (текст Душан Ђокић; поговор Споменка Јелић Медаковић). – Београд : Салон фотографије, 1985;
- Лични поглед, Горан Малић, фотографије / по избору Данила Цветановића. – Панчево : , 2007.
- Горан Малић : Из прве мапе (позоришни портрети 1975-1979). – (Уводни текст, и пратећа поглавља написала Мирјана Одавић; Горан Малић, "Сцена искоса" : Белешке из Народног позоришта 1971-1980, стр 35-66). Музеј позоришне уметности Србије, МПУС Београд, 2014.

## Филмографија
ТВ филм "Лични поглед", у режији Мирослава Предојевића. Трајање 35 мин. Фото савез Србије, Боград, 2012. (доступан на YоuTube унутар канала Фото савез Србије)